# Unchained Melody
«Unchained Melody» (en español, Melodía desencadenada) es una de las canciones con más versiones del siglo XX (hasta 500 se han registrado). 
La música fue escrita por Alex North con letras de Hy Zaret para la película de 1955 Unchained, en la cual fue interpretada por Todd Duncan. Ese año, la canción fue nominada al Óscar como mejor canción, galardón que obtuvo la canción «Love Is a Many-Splendored Thing».       
Ocupa el puesto número 365 en la lista de las 500 mejores canciones de todos los tiempos de la revista Rolling Stone.

## Versiones
- Fue tan popular que en una sola semana se grabaron cuatro versiones, entrando todas en el top 30 de las listas británicas, figurando esto en el libro de los records Guinnes de éxitos británicos. Los sencillos que alcanzaron el top 30 (entre mayo y junio de 1955) corresponden a: Jimmy Young, Les Baxter, Al Hibbler y Liberace. Les Baxter interpretó una versión instrumental que llegó a # 2. Al Hibbler (Decca Records) grabó otra versión alcanzando el puesto # 3 en las listas Billboard, la versión de Jimmy Young alcanzó el puesto # 1 en el Reino Unido, y Roy Hamilton alcanzó el puesto # 1 en la lista Best Sellers R&B y el # 6 las listas de popularidad.
- Una de sus más grandes y populares interpretaciones fue realizada por el cantante estadounidense Elvis Presley en 1977 durante su último concierto.
- The Righteous Brothers: En julio de 1965, lanza su versión que se convirtió en una canción obligada en las Rockolas, alcanzando una nueva popularidad cuando se utilizó para la banda sonora de la película de 1990 Ghost.
- En 1968 Iva Zanicchi interpretó una versión de la canción.
- En los años 70 una versión en español titulada Melodía desencadenada se dio a conocer por el grupo mexicano Yndio.
- En septiembre de 1980, durante un concierto en Denver, Colorado, la banda estadounidense Heart, liderada por las hermanas Ann y Nancy Wilson, interpretó una épica versión de esta canción que fue grabada y publicada en su siguiente álbum en vivo Greatest Hits/Live, que salió al mercado en diciembre de ese año.
- Fue interpretada por la banda irlandesa U2 después de la presentación de One en el Live 8 (2005), y también en otras presentaciones comunes de U2. Apareció en el video Zoo TV: Live From Sydney, así como en los B-sides de The Best of 1980-1990.
- El dúo italiano Sonohra realizó una versión acústico para su proyecto #CIVICO6 - CIAK6.
- Fue grabada en versión instrumental por el pianista Chileno Sergio Mella y lanzada como Single en marzo de 2021.
- Lana del Rey la interpretó en vivo en el especial navideño de NBC, "Christmas at Graceland".

### Versión de Il Divo
En 2005 Il Divo compró los derechos de la canción original «Unchained Melody» a Hy Zaret y Alex North, su escritor, y la reeditó al italiano como «Senza Catene» (en español, Sin Cadenas), cuya adaptación estuvo a cargo de Penzeri-Nomen. La canción está incluida en el disco Ancora (2005).